# Sepiadarium nipponianum
Sepiadarium nipponianum är en bläckfiskart som beskrevs av Berry 1932. Sepiadarium nipponianum ingår i släktet Sepiadarium och familjen Sepiadariidae. IUCN kategoriserar arten globalt som otillräckligt studerad. Inga underarter finns listade i Catalogue of Life.